# Eurico de Jesus
Eurico de Jesus (ur. 28 czerwca 1980 roku w Makau) – kierowca wyścigowy z Makau.

## Kariera
Jesus rozpoczął międzynarodową karierę w wyścigach samochodowych w 2008 roku od startów w Macau Touring Car Race. W późniejszych latach pojawiał się także w stawce Asian Touring Championship Division 1, Asian Touring Car Series 2000 Division 2 oraz Malaysia Merdeka Endurance Race. Od 2012 roku startuje w azjatyckich wyścigach World Touring Car Championship.